# 嘉寶潭之役
嘉寶潭之役，或查某潭之役，戴潮春事件系列戰役之一，發生於臺灣清領時期同治元年（1862年）農曆七月十九日至廿四日，天地會林大用對鹿港周圍村莊發動的進攻行動，守方以嘉寶潭（俗名查某潭，今彰化縣和美鎮嘉寶里）職員陳耀團練為首，集鹿港、柑仔井、下湳仔（皆今和美鎮）、三家春（今花壇鄉）、新港（今伸港鄉）等處民練，歷時六日，逼退來犯的天地會部眾。

## 背景
天地會自同治元年（1862年）春季，偕臺灣中部土豪群起倡亂，清軍員額不足，無力鎮壓，僅能倚賴其他地區土豪團練馳援。:101-103三月下旬，天地會佔領大墩、彰化縣城，又自彰化縣通往郡城（臺灣府）的臺灣中路大半落入天地會控制範圍，而鹿港周遭多為泉籍村莊，雖與彰化縣城距離僅二十里，反政府軍勢力接連發動鹿港聯庄之役、馬鳴山燕霧堡戰役，泉人團結禦敵，反抗軍始終難進犯鹿港秋毫。

## 過程

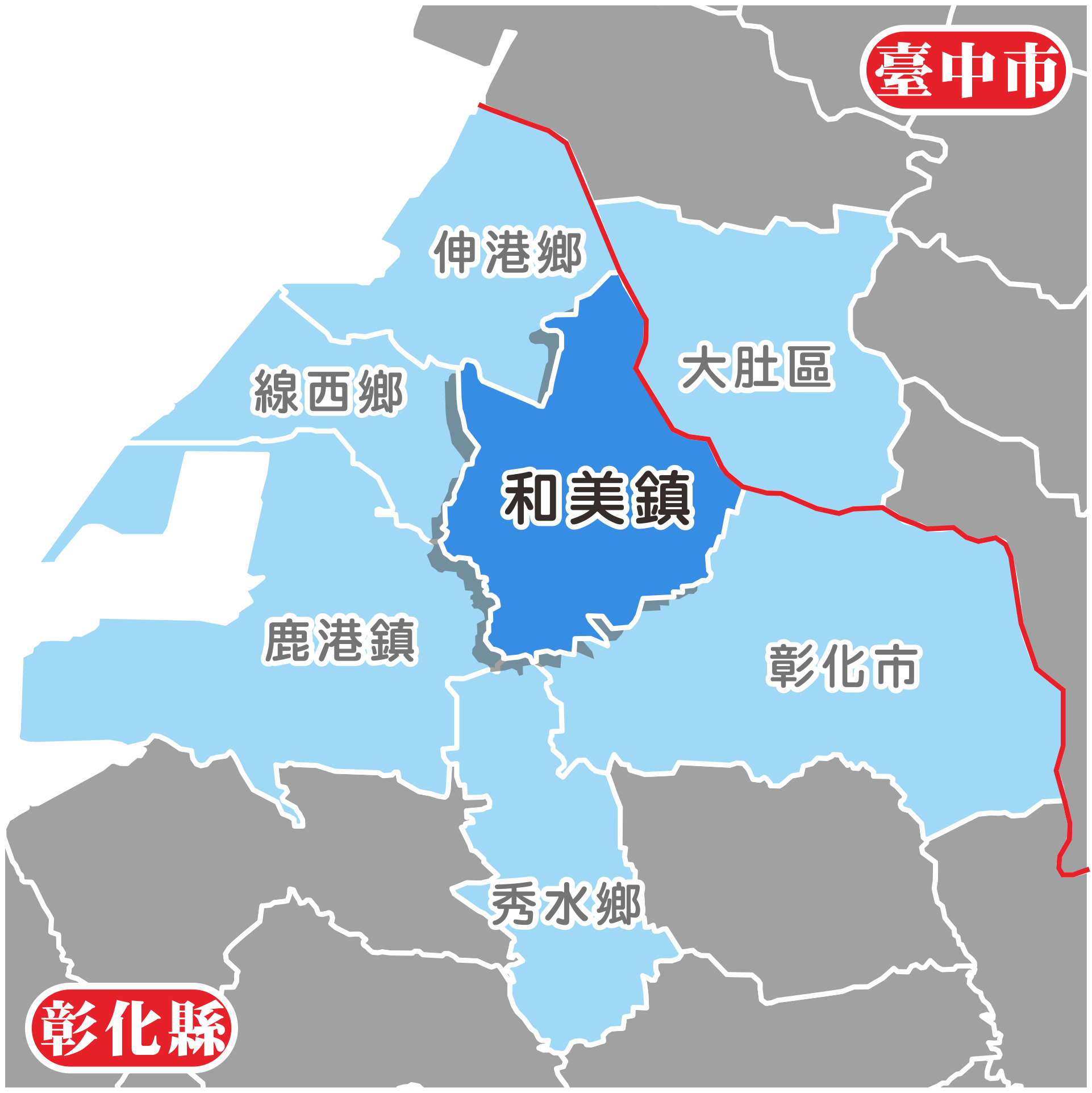
今彰化縣和美鎮行政區域圖。

同治元年（1862年）農曆七月間，因泉人村莊多次襄助官軍，與天地會作對，天地會甚為惱恨；該月十九日，反抗軍首領之一林日成（四塊厝人）任命鎮北將軍林大用（中寮人），偕陳九武（陳九母、陳九毋）、趙戇等天地會黨羽，進攻鹿港北境的柑仔井、湳仔庄（今和美鎮柑仔、竹圍二里）發動攻擊，另外名首領戴潮春亦有參戰。

### 陳耀備戰
當是時，鹿港民練首領陳耀（嘉寶潭職員，鹿港人）先於嘉寶潭（俗名查某潭）別墅囤積米、鉛、藥、柴、草以及武器，招募民丁挖壕溝、築炮樓、發放鳥銃等防禦工事，同時再度與下湳仔阮氏家族、柑仔井林氏家族組成聯盟，防禦備戰，又分兵駐紮李厝庄（今和美鎮嘉寶里），做犄角之勢以備戰。

### 柑仔井、湳仔失守
因戴潮春見陳耀防務齊備，事先調動其他股首來援助陣，便令遣林大用自中寮進軍，北攻嘉寶潭，牽制陳耀，自率軍隊進攻柑仔井、湳仔庄，陳耀無法出兵救援，二庄接連不敵失守，慘被反抗軍縱火焚燒。柑仔井有林熊兄弟者，與天地會交戰，林熊身中數槍，頭頸已斷一半，死前仍奮力宰賊軍數名，林熊弟亦戰死此役。反抗軍紅旗高揚，北攻竹仔腳番社、西掠和美線等數庄，如入無人之境。
陳耀見事態緊急，連忙派親信赴往鹿港求援，清軍將領曾玉明命鹿港紳商蔡廷元，偕葉虎鞭與陳大戇循頂廖庄（今鹿港鎮東北緣）前去救援，途中卻遇天地會部隊，只得交戰，救援受阻。鏖戰期間，陳大戇之妻蔡氏圓亦隨夫出征，蔡氏圓身配長刀，率領女兵數人，攜帶夜壺填裝火藥，無視槍林彈雨，親上前線補給予男丁，不少官兵見女兵尚且如此，無不士氣高昂。

### 激戰嘉寶潭

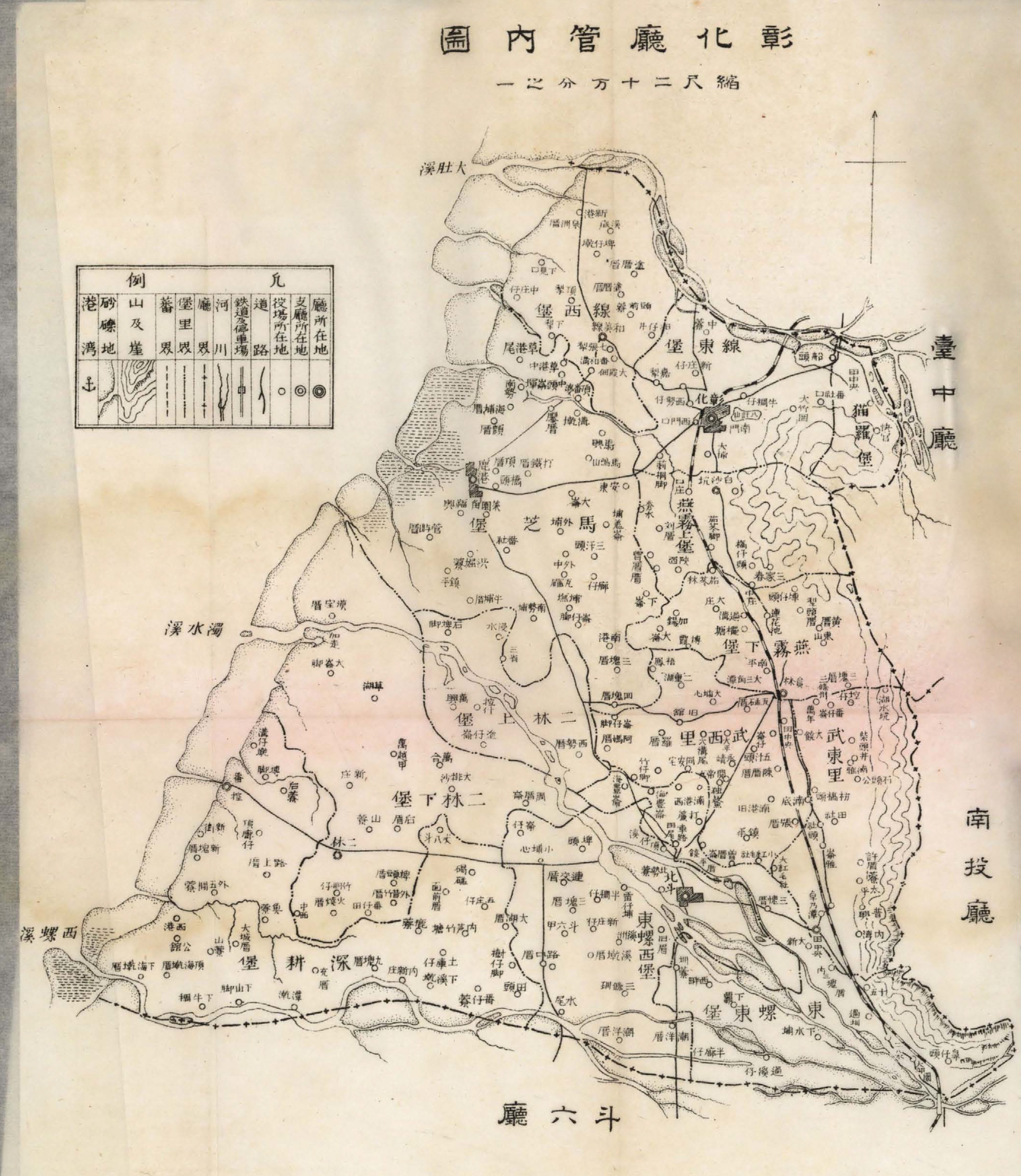
臺灣總督府頒定，通用於1901年至1909年間的臺灣縣彰化廳區域圖（本圖繪製於1905年），此行政區域尚屬臨時過渡時期，大體延續清制。本圖亦記錄許多清代的古地名可按圖索驥。

陳耀聽聞鹿港援軍已來，士氣略振，又上前督陣，但鹿港援軍被天地會阻斷道路，久候仍未出現；此外，天地會林大用出身中寮，中寮與嘉寶潭互為鄰庄，時有械鬥，兩庄早互有嫌隙，故林大用所率中寮民勇攻勢極為猛烈。林大用與陳耀大戰三日之後，陳耀便落居下風，只得退守壁壘，私信寄予陳九武、趙戇，表達投降之意。陳九武和趙戇為大肚庄人，而陳耀家族為鹿港殷戶，在大肚亦有不少田產，陳九武和趙戇皆為陳耀家族的佃戶，故雙方早已相識，亦得以在作戰期間通信。
天地會軍隊要求陳耀必須先提供五千金，才願意接受陳耀的投降；陳耀回信中表示需要花三天的時間籌錢，並約定以獻予天地會軍的馬匹為引信，備妥後便豎立紅旗，通知天地會；天地會收到回信後，依約罷兵三日。
而根據連橫《臺灣通史》版本的記載，林日成本不批准陳耀的請降書，乃陳九武、趙戇百般求情之下，才獲林日成的首肯，同意陳耀獻馬請降的書信。
陳耀趁機派遣使者於三路：一路赴往鹿港催索鉛彈、火藥和援兵；一路密訊三家春（燕霧二十四庄之一），囑託義首陳清泉率領 200 人來救；另一路派親信陳快奔往新港庄，召柯、姚二姓壯丁 250 人，兵分二路，一半前往李厝庄，支援鹿港救兵、一半趕來嘉寶潭，參與協防。
三日之期已到，陳耀見部署已定，收下紅旗之後，仍豎立白旗，天地會黨羽怒不可遏，翌日攻勢洶洶而來，大有殲滅陳耀部隊的態勢，唯剛交戰沒多久，柑仔井林家、湳仔阮家已收拾餘兵，重新集結，高舉白旗夾殺天地會部隊。陳耀親上火線，陳家家丁亦不落人後，上下皆奮勇殺敵。嗣後，鹿港商船運來四尊大炮抵達戰場，猛烈炮擊敵軍，天地會黨見大勢已去，只得收兵，嘉寶潭之危遂解。

## 後續
- 陳耀力保嘉寶潭不失，讓清軍得以繼續穩固鹿港街以及彰化沿海諸庄的勢力。[6]

- 陳耀為守嘉寶潭，與柑仔井林家、湳仔庄阮家共組聯盟，三方立有契約，共分軍費，約以陳耀為董事，契約亦交付陳耀處保管。未料戴潮春事件一拖三年有餘，軍費累計金額達二十餘萬元，事件平定之後，林家、阮家因不願分攤鉅款，竟私聘竊賊，潛入陳家盜取約書，軍費悉數由陳家負擔，陳家幾近破產。[4][6]